# Eden (альбом Сары Брайтман)
Eden — студийный альбом британской певицы Сары Брайтман, выпущенный в 1998 году на лейбле East West Records.

## Отзывы критиков
| Оценки критиков | Оценки критиков |
| Источник        | Оценка          |
| --------------- | --------------- |
| AllMusic        | [ 1 ]           |
| Живой звук      | [ 2 ]           |

Хизер Фарес из AllMusic отметила, что широкий диапазон альбома и красивый голос Брайтман — выигрышная комбинация. В рецензии для газеты «Живой звук» Дмитрий Аношин заявил: «Всё очень душевно, плавно, профессионально и действительно может доставить массу удовольствия. И даже доставляет, но только в том случае, если вы хотите полностью расслабиться, ибо диск этот красив, но начисто лишен эмоций. Его атмосфера — это тишина дорогого больничного покоя».

## Список композиций
1. «In Paradisum» (Сара Брайтман, Франк Петерсон) — 3:12
2. «Eden» (Алекс Калльер) — 3:59
3. «So Many Things»	(Франк Петерсон) — 2:58
4. «Anytime, Anywhere» (Сара Брайтман, Франк Петерсон, Майкл Солтау) — 3:20
5. «Baïlèro»	(Франк Петерсон) — 3:13
6. «Dust in the Wind» (Керри Ливгрен) — 3:42
7. «Il Mio Cuore Va»	(Джеймс Хорнер) — 4:28
8. «Deliver Me» (Хелена Марш, Джон Марш) — 4:00
9. «Un Jour Il Viendra» (Габриэль Яред) — 3:40
10. «Nella Fantasia» (Эннио Морриконе, Сара Брайтман) — 3:38
11. «Tú» (Хосе Мария Кано) — 4:09
12. «Lascia ch'io pianga»	(Георг Фридрих Гендель) — 3:30
13. «Only an Ocean Away» (Пер Андреассон) — 4:55
14. «Scène D’Amour» (Франсис Ле) — 3:19
15. «Nessun Dorma» (Франк Петерсон, Джакомо Пуччини) — 3:06

## Чарты
| Чарт (1998—1999)                               | Высшая позиция |
| ---------------------------------------------- | -------------- |
| Австрия (Ö3 Austria)                           | 9              |
| Великобритания (UK Albums Chart)               | 77             |
| Германия (Offizielle Top 100)                  | 34             |
| Канада (RPM Top Albums/CDs)                    | 10             |
| Нидерланды (Album Top 100)                     | 34             |
| Новая Зеландия (RMNZ)                          | 6              |
| Норвегия (VG-lista)                            | 6              |
| США (Billboard 200)                            | 65             |
| США (Billboard Top Classical Albums)           | 1              |
| США (Billboard Top Classical Crossover Albums) | 1              |
| Финляндия (Suomen virallinen lista)            | 13             |
| Швейцария (Schweizer Hitparade)                | 32             |
| Швеция (Sverigetopplistan)                     | 2              |

## Сертификации и продажи
| Регион | Сертификация | Продажи  |
| --- | ------------ | -------- |
| Аргентина (CAPIF) | Золотой      | 30 000^  |
| Бразилия (ABPD) | Золотой      | 100 000* |
| Дания (IFPI Danmark) | Платиновый   | 50 000^  |
| Канада (Music Canada) | Платиновый   | 100 000^ |
| Норвегия (IFPI Norway)                                                                                                   | Платиновый   | 50 000*  |
| Республика Корея | —            | 38,878   |
| США (RIAA) | Золотой      | 500 000^ |
| Швеция (GLF) | Платиновый   | 80 000^  |
| * Данные о продажах приведены только на основе сертификации. ^ Данные о тиражах приведены только на основе сертификации. |              |          |